# El Haragán y Compañía
El Haragán y Compañía, también conocido como El Haragán y Cía o simplemente El Haragán es un grupo de rock procedente de la Ciudad de México, Fundado y liderado por Luis Álvarez en 1989, el grupo tiene influencias de blues rock, hard rock, rock and roll y blues y sus discos iniciales fueron creados dentro de la corriente llamada Rock Nacional en su país.

## Historia
Luis Antonio Álvarez Martínez nació el 25 de diciembre de 1967 en la Ciudad de México, habitando dentro de una familia humilde en la zona de Tlalnepantla  Estado de México. Su madre es Herlinda Martínez y su padre es Silvestre Álvarez, ambos finados. Tiene 2 hermanos y 3 hermanas, un hijo y una hija.  
Comenzó a tocar la guitarra a los 10 años. Componía e interpretaba sus canciones en el transporte público de la Ciudad de México en los años 80. Dejó sus estudios alrededor de los 12 años, lo cual lo llevó a ocupar su tiempo en la composición de canciones, creciendo bajo la influencia de la música popular de México.
Álvarez Martínez debutó a esa edad en el Palacio Chino de la Ciudad de México en un concurso organizado por la revista Teleguía. El sobrenombre de El Haragán le fue dado a Álvarez por una canción del mismo nombre en 1987. Tras interpretarla en un festival llamado Encuentro de Compositores del Estado de México, el locutor del evento, Ricardo Barrón, se confundió e invirtió los títulos de autor y tema diciendo:

Les presento a “El Haragán”… con la canción: "Luis Álvarez",
Ricardo Barrón 

Intentó diversas ocasiones cambiarse el mote de "El haragán" y nombrar a su banda Los amigos de Lucas, Los de abajo, La urbe y Luis Álvarez y su banda sin conseguirlo dado que su público ya lo refería de otro modo. En 1989 fundó El Haragán y compañía. Desde entonces, se han convertido en un grupo relevante para la escena del rock de México, siendo quienes cierran normalmente los festivales de este género. Su disco Valedores juveniles, publicado por primera vez en 1990 en acetato por Discos y Cintas Denver fue el que le dio a conocer entre el rock de su país y contiene algunos de sus temas más populares. Dicho disco ha sido llamado por la crítica "piedra de toque del llamado rock urbano".
Cuenta con 11 producciones discográficas de estudio —algunos de los cuales  su sello discográfico afirma haber vendido millones de copias—, 3 en vivo, 2 recopilaciones y un sencillo, diversos premios, reconocimientos, participaciones para soundtracks cinematográficos y la experiencia de haber pisado diferentes escenarios. 
La trayectoria de El Haragán y Compañía ha ocurrido de manera independiente, sin apoyo mediático o producción de compañías discográficas internacionales en los diferentes periodos de la misma. Parte de su repertorio incluye temas como “Mi Muñequita Sintética”, “Él No Lo Mató”, “En El Corazón No Hay Nada”, “No Estoy Muerto” y "Bajando en la Esquina", los cuales se popularizaron entre su público por recomendación de boca en boca.
En 2005 grabó el disco Toquedkeda en donde participaron entre otros músicos Alex Otaola, Poncho Figueroa y Julio Díaz del grupo Santa Sabina. En 2010 Luis Álvarez apareció en el documental Hecho en México, en colaboración con Emmanuel del Real. con la canción "Tan lejos de Dios" de la autoría de Álvarez.

### Estilo
El estilo de El Haragán contiene una gran diversidad de ritmos y propuestas musicales con influencias de rock and roll, rock, blues, funk, reggae, heavy metal, punk, y ritmos latinos. Las letras de El Haragán y Compañía abordan temáticas citadinas y de crítica social.
Cabe destacar que se ha presentado en todo México, Estados Unidos, Canadá, Argentina, Colombia, Ecuador y España 
Participación en festivales como 
- Vive Latino (2004,2008,2012, 2018 y 2025)
- Festival Los Dells 2018
- Viva el Planeta 2018
- El Rock Nos Une 2016
- Uateke Fest 2018
- Ferias Nacionales y Regionales
- Palacio de los Deportes
- Plaza Condesa
- Zócalo,
- Plaza de Toros México,
- Lunario Del Auditorio Nacional, Arena CDMX,
- Teatro Metropolitan
- Auditorio Nacional (2022, 2023) [12]
- Pepsi Center
- Centro Cultural los Pinos
- WTC Satélite
- Gira por reclusorios de la CDMX [13]

## Miembros
- Luis Álvarez "El Haragán"[14] - voz, compositor y guitarra
- Francisco Yescas - guitarra
- Leonel Pérez - violonchelo
- Christian Rodríguez - bajo
- Levith Vega - batería
- Jorge Gaitán - violín
- Gabriel Salazar - saxofó

### Miembros pasados
- Dennis F. Parker - Bajo
- Felipe Souza - Guitarra
- Alex Otaola - Guitarra
- Víctor Castillo - Batería
- Daniel Díaz - Batería
- Juan Brand - Batería
- Jaime Yey - Batería
- Jorge Madrigal - Trombón
- Javier Velázquez - Armónica
- José Luis Domínguez - Guitarra
- Rodolfo Vago - Guitarra
- Moisés Álvarez - Guitarra
- Manuel Godoy - Guitarra
- Juan Yey - Bajo
- Jaime Rodríguez - Bajo (La otra cara de México)
- Jako González - Saxofón
- Octavio Espinoza "El Sopas" - Saxofón
- Jerónimo García - trombón (fallecido)

## Discografía

### Álbumes
- 1990: Valedores juveniles
- 1991: Rock que se comparte
- 1992: A Capella, Vol. I
- 1994: En el corazón no hay nada
- 1996: A Capella, Vol. II
- 1998: 15 Éxitos de Colección
- 1998: En algún lugar en el cielo
- 2000: Acústico en vivo
- 2003: Ánimas
- 2003: En vivo. Vol I "Por los caminos de México"
- 2003: En vivo. Vol II "Del otro lado de la frontera"
- 2005: Toquedkeda
- 2008: Éxitos vol.2
- 2011: Volviendo a casa
- 2013: Sesiones"
- 2014: Lobo (sencillo)
- 2016: Raíces
- 2019: Muñequita Sintética Ft. Rubén Albarrán (sencillo)
- 2020: Él no lo mató Ft. Alex Lora y Chela Lora (sencillo)
- 2020: Purgante de amor Ft. Juanchi Baleirón (sencillo)
- 2021: Yayo (Sencillo)
- 2021: Sesiones Acústicas